# Psilocybe cyanescens
Espèce
Psilocybe cyanescens est un champignon hallucinogène de la famille des Strophariaceaes. Les composants induisant ses effets psychoactifs sont la psilocybine et la psilocine.

## Description
Champignon jaunâtre à chocolat au pied blanc.
Chapeau souvent torsadé de 2 à 5 cm de large.

## Répartition
On retrouve ce champignon sur la façade nord-ouest de l'Amérique du Nord, en Europe centrale et de l'Ouest.
Psilocybe cyanescens pousse le plus souvent sur des débris de bois.

## Culture
Le Psilocybe cyanescens, comme de nombreux autres champignons contenant de la psilocine, est parfois cultivé.
À cause de la difficulté de sa culture, il est très compliqué d'en faire pousser à l'intérieur, mais toutefois sa culture en extérieur dans un climat approprié est relativement facile.

## Historique
Il a été décrit pour la première fois par E. M. Wakefield dans les années 1940 au Royaume-Uni.

## Galerie d'images

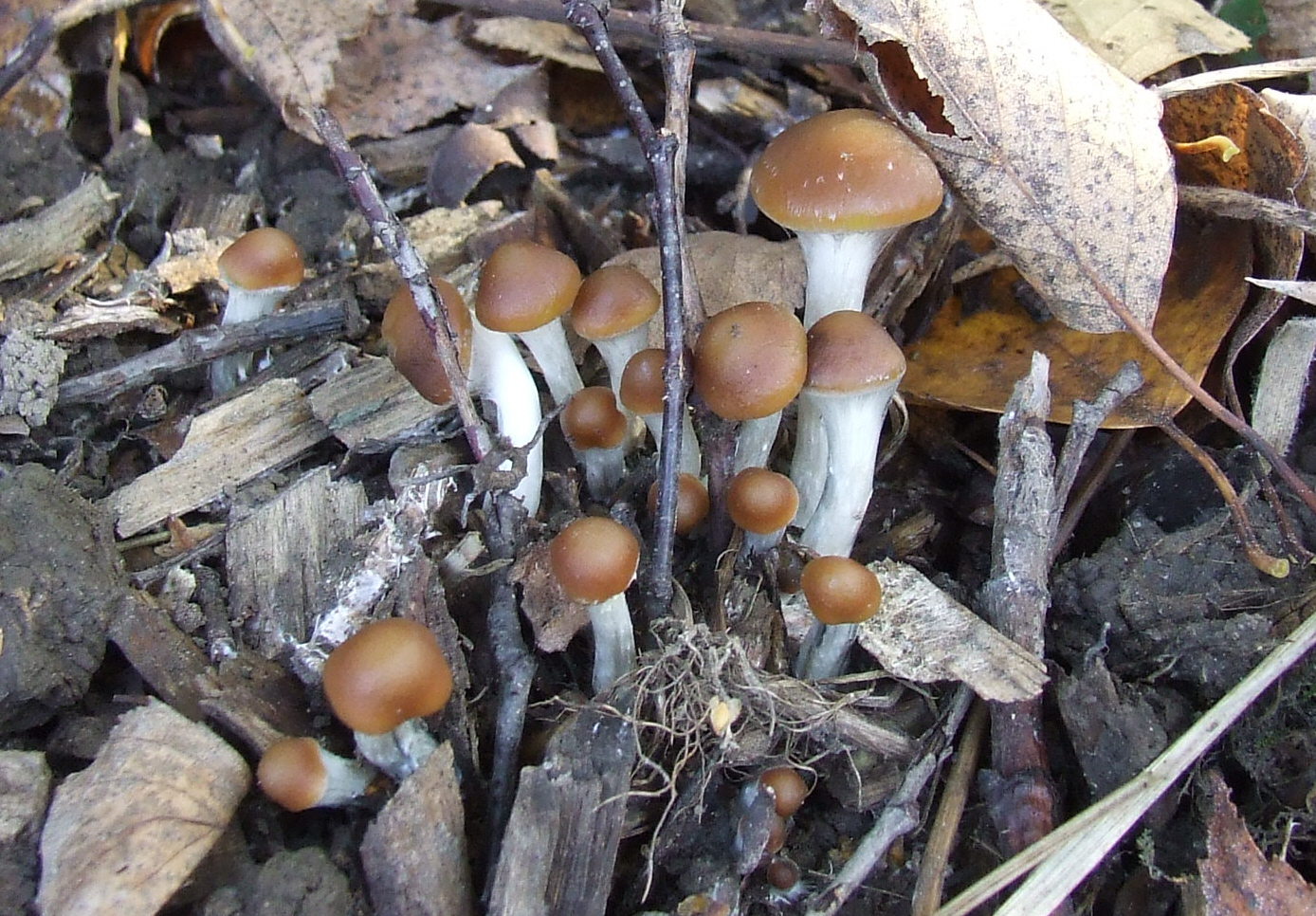
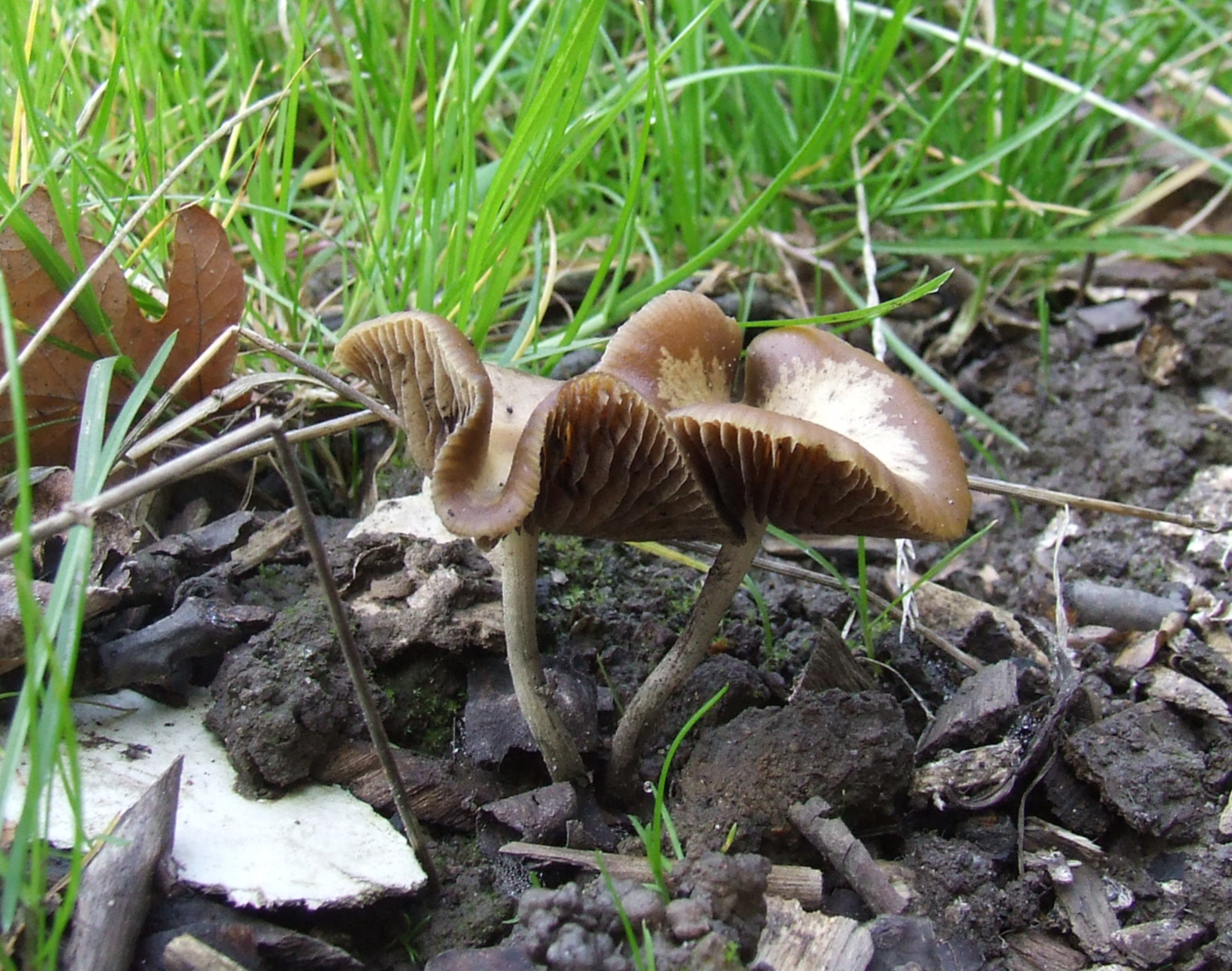
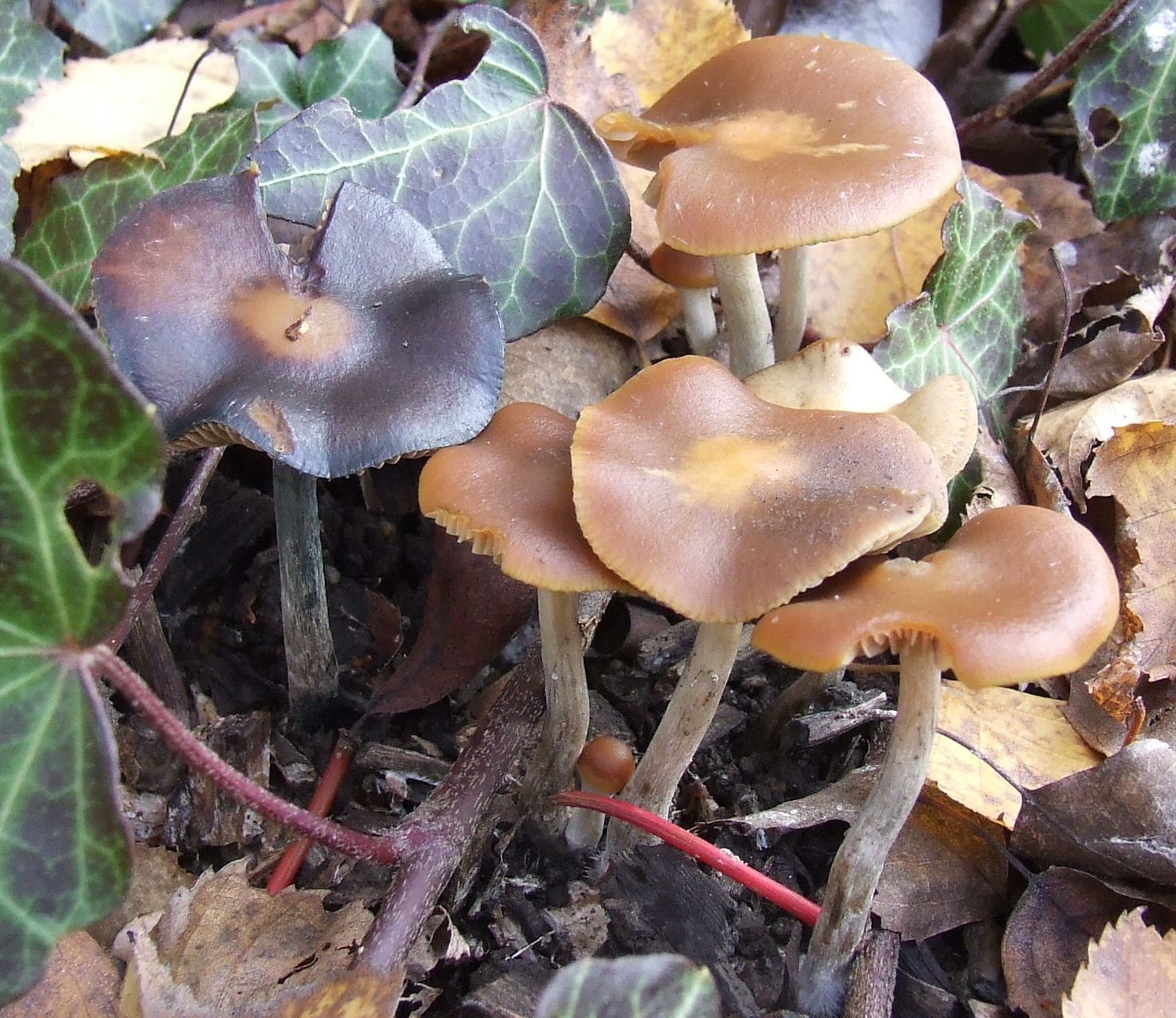
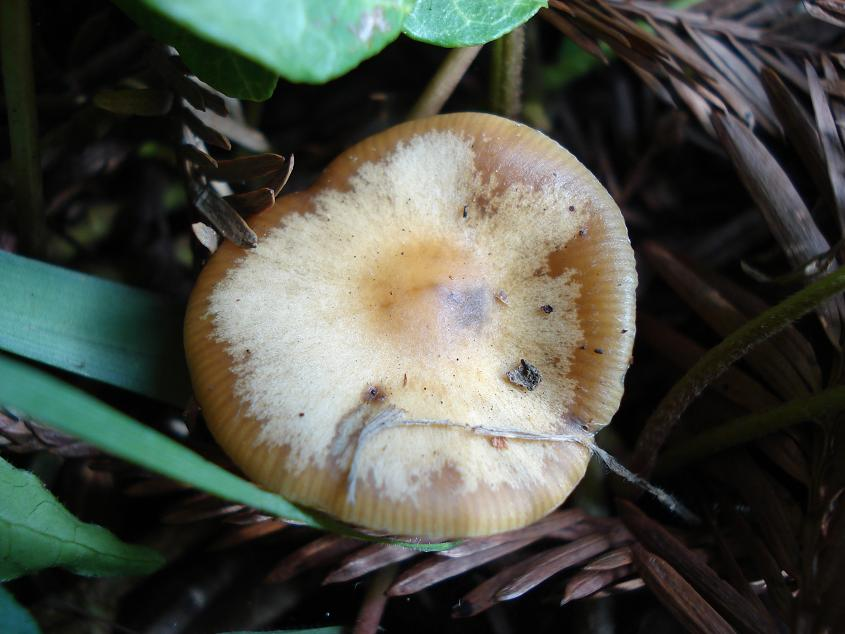